# Папуасский лягушкорот
Папуасский лягушкорот, или папуанский белоног, или папуасский белоног (лат. Podargus papuensis), — вид птиц из семейства лягушкоротов.
Вид распространён в Новой Гвинее, островах Ару, в Австралии (на полуострове Кейп-Йорк). Обитает в тропических и субтропических дождевых лесах.
Тело длиной 50—60 см, массой 290—570 г. У него большая голова и широкий клюв, которые кажутся непропорциональными к размерам тела. Окраска серо-ржавая, имитирует окраску коры деревьев.
Активен ночью, днём прячется между ветвями деревьев. Хищная птица. Охотится на насекомых, мелких пресмыкающихся и млекопитающих. Сезон размножения длится с августа по январь. Примитивное гнездо располагается в развилке ветвей. В гнезде 1 или 2 яйца. Инкубация продолжается 25—27 дней. Насиживают оба родителя.